# 基金創造住宅投資法人
基金創造住宅投資法人(英語： 或 日語：)，（東證1部：8975）由日本基金創造房地產投信股份有限公司管理，主要經營日本房地產等住宅產業。每年財政年度則為4月30日止。而在2011年11月1日，把會完成和一期一會不動產投資法人合併，並註銷本公司。其股份自2005年於東京證券交易所房地產信託基金板上市。